# Canal Lauca
El Canal Lauca es una vía de agua derivada del río Lauca hacia la quebrada de Azapa (también conocido como río San José) para regar terrenos agrícolas en el valle de Azapa en la Región de Arica y Parinacota en el norte de Chile. Su construcción comenzó en 1948 aunque se sabe de proyectos estudiados en 1856.: 173 
La obra consiste principalmente en un canal revestido de albañilería y hormigón con una bocatoma en los desagües de las ciénegas de Parinacota a unos 4250 metros sobre el nivel del mar, llega al Portezuelo de Chapiquiña tras recorrer 28,5 kilómetros, lo atraviesa a través de un túnel de 4,5 km desde donde caen en el río Laco a veces llamado quebrada Chusmiza, afluente del río San José cuyo curso inferior es el Valle de Azapa. Río abajo, a unos 55 km de la ciudad de Arica, se vuelven a captar las aguas en el canal Azapa que las lleva a la zona de riego por medio de un acueducto de 35 km y 1 m³/s.: 29 
Hasta hoy el canal ha trabajado bajo su capacidad, actualmente transporta 670 litros por segundo, esto es un 21% del cauce del río internacional Lauca, mucho menos de lo que le está permitido a Chile usar del río, que tiene un caudal total de 2600 l/s.
El canal conduce las aguas a la central hidroeléctrica Chapiquiña para generar electricidad, luego pasan al río Seco que las entrega al río San José de Azapa donde son casi inmediatamente derivadas al canal Azapa (paralelo al valle) que las reparte a los agricultores.

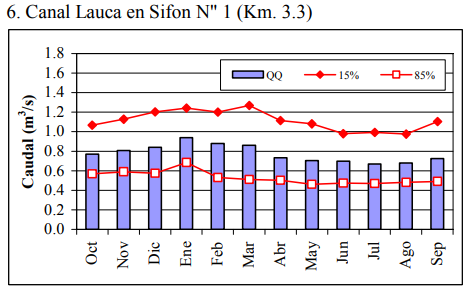
Las barras moradas muestran los caudales mensuales medios del canal en el sifón n° 1. La curva de 15% significa que el 15% de los años el caudal medido excede esa cantidad. La curva del 85% significa que el 85% de los años el caudal medido excede esa cantidad. Es decir, el 15% es la curva de los años lluviosos, la de 85% la de los años secos.